# Carlinhos
Carlinhos, właśc. Carlos Andrade Souza (ur. 23 stycznia 1987 w Vitória da Conquista) – piłkarz brazylijski, występujący na pozycji lewego obrońcy.

## Kariera klubowa
Carlinhos piłkarską karierę rozpoczął w Santosie FC, którego jest wychowankiem w 2005. W barwach Santosu zadebiutował 19 czerwca 2005 w zremisowanym 0-0 meczu w lidze brazylijskiej z Fortalezą. W 2006 roku Carlinhos zdobył swoje pierwsze w karierze trofeum – mistrzostwo stanu São Paulo Campeonato Paulista. Sukces ten powtórzył rok później. W 2008 Carlinhos zaczął mieć problemy z wywalczeniem miejsca w podstawowym składzie Santosu, dlatego zdecydował się na wypożyczenie do Cruzeiro EC. W zespole z Belo Horizonte zadebiutował 26 lipca 2008 w wygranym 3-1 wyjazdowym meczu z Fluminense FC.
W sezonie 2009 po raz kolejny został wypożyczony, tym razem do czwartoligowego Mirassol. W Campeonato Brasileiro Série D Mirassol odpadło już w pierwszej fazie rozgrywek. Pod koniec 2009 przestał być zawodnikiem Santosu, więc zdecydował się podpisać kontrakt z drugoligowym Santo André. W Santo André zadebiutował 30 stycznia 2010 w wygranym 2-1 meczu ligi stanowej z Ituano Itu. Dobra gra w Santo André, z którym zdobył wicemistrzostwo stanu zaowocowało transferem do Fluminense FC. W barwach Flu zadebiutował 23 maja 2010 w przegranym 0-1 meczu z Corinthians Paulista. Pierwszy swój sezon w klubie z Rio zakończył zdobyciem przez Fluminense po 26-letniej przerwie mistrzostwa Brazylii. Carlinhos miał duży udział w tym sukcesie, strzelając 3 bramki w 27 meczach, które rozegrał w tym sezonie. W następnym sezonie zakończył sezon z Flu na trzecim miejscu w lidze.
Rok 2012 rozpoczął zdobyciem mistrzostwa stanu Rio de Janeiro – Campeonato Carioca (Carlinhos wystąpił w obu meczach finałowych z Botafogo). Rok 2012 zakończył drugim w swojej karierze mistrzostwem Brazylii. Podobnie jak w poprzednich latach Carlinhos był podstawowym zawodnikiem klubu z Rio. Dotychczas w lidze brazylijskiej rozegrał 144 spotkania, w których zdobył 6 bramek.
| Sezon | Klub           | Kraj     | Rozgrywki                     | Mecze | Bramki |
| ----- | -------------- | -------- | ----------------------------- | ----- | ------ |
| 2005  | Santos FC      | Brazylia | Campeonato Brasileiro Série A | 10    | 1      |
| 2006  | Santos FC      | Brazylia | Campeonato Brasileiro Série A | 14    | 1      |
| 2007  | Santos FC      | Brazylia | Campeonato Brasileiro Série A | 19    | 0      |
| 2008  | Santos FC      | Brazylia | Campeonato Brasileiro Série A | 2     | 0      |
| 2008  | Cruzeiro EC    | Brazylia | Campeonato Brasileiro Série A | 9     | 0      |
| 2009  | Mirassol       | Brazylia | Campeonato Brasileiro Série D | 3     | 0      |
| 2010  | EC Santo André | Brazylia | Campeonato Brasileiro Série B | 0     | 0      |
| 2010  | Fluminense FC  | Brazylia | Campeonato Brasileiro Série A | 27    | 3      |
| 2011  | Fluminense FC  | Brazylia | Campeonato Brasileiro Série A | 31    | 0      |
| 2012  | Fluminense FC  | Brazylia | Campeonato Brasileiro Série A | 32    | 1      |

## Kariera reprezentacyjna
Carlinhos pierwsze powołanie do reprezentacji Brazylii otrzymał na towarzyski mecz ze reprezentacją Szwajcarii, który został rozegrany 15 listopada 2006. W reprezentacji zadebiutował dopiero 21 listopada 2012 w przegranym 1-2 meczu Superclásico de las Américas z reprezentacją Argentyną zastępując w 63 min. Fábio Santosa.
W latach 2006–2007 Carlinhos występował reprezentacji Brazylii do lat 20. W 2007 uczestniczył w Mistrzostwach Ameryki Południowej U-20, na których Brazylia zajęła pierwsze miejsce.